# Lijst van rijksmonumenten in Mechelen
De plaats Mechelen telt 29 inschrijvingen in het rijksmonumentenregister. Hieronder een overzicht.
| Object                                                                           | Oorspronkelijke functie?  | Bouwjaar                                                                      | Architect | Locatie                  | Coördinaten?                  | Nr.?   | Afbeelding                    |
| -------------------------------------------------------------------------------- | ------------------------- | ----------------------------------------------------------------------------- | --------- | ------------------------ | ----------------------------- | ------ | ----------------------------- |
| Vakwerkhuis                                                                      | Boerderij                 | 18e eeuw                                                                      |           | Kleebergerweg 4          | 50° 47' 22" NB, 5° 55' 47" OL | 334757 | Meer afbeeldingen             |
| Vakwerkhuis                                                                      | Boerderij                 | vermoedelijk 1661                                                             |           | Hilleshagerweg achter 10 | 50° 47' 48" NB, 5° 55' 39" OL | 334762 | Vakwerkhuis                   |
| Groot vakwerkhuis met geschoord dakoverstek                                      | Boerderij                 | 18e eeuw                                                                      |           | Commandeurstraat 26      | 50° 47' 41" NB, 5° 55' 33" OL | 39217  | Meer afbeeldingen             |
| Groot vakwerkhuis met geschoord dakoverstek en tweelichtvensters                 | Boerderij                 | 18e eeuw                                                                      |           | Commandeurstraat 38      | 50° 47' 40" NB, 5° 55' 32" OL | 39218  | Meer afbeeldingen             |
| Neuës: groot vakwerkhuis met overstekend dak en tweelichtvensters                | Boerderij                 | 18e eeuw                                                                      |           | Commandeurstraat 50      | 50° 47' 38" NB, 5° 55' 34" OL | 39219  | Meer afbeeldingen             |
| Hoeve den dijk                                                                   | Boerderij                 | 17e eeuw                                                                      |           | Eperweg 3A               | 50° 47' 34" NB, 5° 55' 5" OL  | 39220  | Hoeve den dijk                |
| Bakhuis van vakwerk                                                              | Boerderij                 | 18e eeuw                                                                      |           | Hilleshagerweg bij 2     | 50° 47' 48" NB, 5° 55' 37" OL | 39221  | Bakhuis van vakwerk           |
| Vakwerkhuis                                                                      | Boerderij                 | vermoedelijk 1661                                                             |           | Hilleshagerweg 8A        | 50° 47' 48" NB, 5° 55' 38" OL | 39222  | Vakwerkhuis                   |
| Gepleisterd vakwerkhuis                                                          | Woonhuis                  | 18e eeuw                                                                      |           | Hilleshagerweg 12        | 50° 47' 48" NB, 5° 55' 39" OL | 39223  | Meer afbeeldingen             |
| Huis van vakwerk                                                                 | Woonhuis                  | 18e eeuw                                                                      |           | Hilleshagerweg 14        | 50° 47' 48" NB, 5° 55' 38" OL | 39224  | Meer afbeeldingen             |
| Langgerekt vakwerkpand                                                           | Boerderij                 | 18e eeuw                                                                      |           | Hilleshagerweg 20        | 50° 47' 48" NB, 5° 55' 39" OL | 39225  | Langgerekt vakwerkpand        |
| Sint Jan de Doperkerk                                                            | Kerk en kerkonderdeel     | 1810                                                                          | M. Soiron | Hoofdstraat 2            | 50° 47' 48" NB, 5° 55' 32" OL | 39226  | Meer afbeeldingen             |
| Panhuis: pand                                                                    | Boerderij                 | eerste helft 18e eeuw                                                         |           | Hoofdstraat 9            | 50° 47' 46" NB, 5° 55' 33" OL | 39227  | Meer afbeeldingen             |
| Panhuis: pand                                                                    | Boerderij                 | eerste helft 18e eeuw                                                         |           | Hoofdstraat 13           | 50° 47' 46" NB, 5° 55' 33" OL | 39228  | Meer afbeeldingen             |
| 't Panhuis: pand                                                                 | Boerderij                 | eerste helft 18e eeuw                                                         |           | Hoofdstraat 15           | 50° 47' 45" NB, 5° 55' 33" OL | 39229  | Meer afbeeldingen             |
| Panhuis: pand                                                                    | Boerderij                 | eerste helft 18e eeuw                                                         |           | Hoofdstraat 17           | 50° 47' 45" NB, 5° 55' 32" OL | 39230  | Meer afbeeldingen             |
| Voormalige pastorie                                                              | Kerkelijke dienstwoning   | 1853                                                                          |           | Hoofdstraat 23           | 50° 47' 45" NB, 5° 55' 30" OL | 39231  | Meer afbeeldingen             |
| Gemetseld pand, met getoogde en gepende houten venster- en deurkozijnen          | Woonhuis                  | 18e eeuw                                                                      |           | Hoofdstraat 25           | 50° 47' 45" NB, 5° 55' 30" OL | 39232  | Meer afbeeldingen             |
| Haakvormig vakwerkcomplex                                                        | Boerderij                 | 18e eeuw                                                                      |           | Hoofdstraat 33           | 50° 47' 45" NB, 5° 55' 28" OL | 39233  | Haakvormig vakwerkcomplex     |
| De Oude Brouwerij                                                                | Woonhuis                  | 1782                                                                          |           | Hoofdstraat 53           | 50° 47' 42" NB, 5° 55' 23" OL | 39234  | Meer afbeeldingen             |
| Vakwerkhuis                                                                      | Woonhuis                  | 18e/19e eeuw                                                                  |           | Hoofdstraat 71           | 50° 47' 41" NB, 5° 55' 19" OL | 39235  | Meer afbeeldingen             |
| De Heerenhof, van de voormalige commanderie van de Orde van Malta                | Boerderij                 | 1751 (schuur) 1754 (wapensteen) laatste kwart 19e eeuw (grotendeels herbouwd) |           | Heerenhofweg 8           | 50° 47' 48" NB, 5° 55' 28" OL | 39236  | Meer afbeeldingen             |
| Gepleisterde woning met dubbel getoogde tweelichtvensters en versierd bovenlicht | Woonhuis                  | 18e eeuw                                                                      |           | Hoofdstraat 22           | 50° 47' 42" NB, 5° 55' 22" OL | 39237  | Meer afbeeldingen             |
| Hoeve de Pley: grote vakwerkhoeve met binnenplaats                               | Boerderij                 | 18e eeuw                                                                      |           | Overgeul 1               | 50° 47' 41" NB, 5° 55' 7" OL  | 39238  | Meer afbeeldingen             |
| Vakwerkhuis                                                                      | Woonhuis                  | 1659 (bouw) 19e eeuw (verhoogd)                                               |           | Overgeul 13              | 50° 47' 44" NB, 5° 54' 59" OL | 39239  | Meer afbeeldingen             |
| Pastorie, gebouwd in haakvorm                                                    | Kerkelijke dienstwoning   | eerste helft 19e eeuw                                                         |           | Heerenhofweg 1           | 50° 47' 48" NB, 5° 55' 32" OL | 39240  | Pastorie, gebouwd in haakvorm |
| Onderste Molen                                                                   | Industrie- en poldermolen | midden 19e eeuw (bakstenen gebouw)                                            |           | Hoofdstraat 105          | 50° 47' 40" NB, 5° 55' 6" OL  | 39241  | Meer afbeeldingen             |
| Vakwerkschuur                                                                    | Boerderij                 | 19e eeuw                                                                      |           | Eperweg bij 3            | 50° 47' 35" NB, 5° 55' 5" OL  | 393849 | Vakwerkschuur                 |
| Bakhuis                                                                          | Boerderij                 | vroeg 20e eeuw                                                                |           | Eperweg 3                | 50° 47' 35" NB, 5° 55' 5" OL  | 403003 | Meer afbeeldingen             |